# 17046 Кенвей
17046 Кенвей (17046 Kenway) — астероїд головного поясу, відкритий 19 березня 1999 року.
Тіссеранів параметр щодо Юпітера — 3,188.